# Лейзер Іван Іванович
Іван Іванович Лейзер (1887, село Шафгаузен Ніколаєвського повіту Самарської губернії, тепер село Волково Марксовського району Самарської області, Російська Федерація — 3 серпня 1943, Красноярський виправно-трудовий табір, тепер Російська Федерація) — радянський діяч, голова Центральної контрольної комісії і народний комісар робітничо-селянської інспекції АРСР Німців Поволжя. Член Центральної контрольної комісії ВКП(б) у 1930—1934 роках.

## Біографія
Народився в німецькій родині слюсаря. Закінчив церковнопарафіяльну школу у місті Вольську.
Працював слюсарем. У 1907 році заарештований за організацію страйків, висланий на три роки під поліцейський нагляд в село Шафгаузена. До 1917 року — слюсар на промислових підприємствах міста Самари.
Член РСДРП(б) з березня 1917 року.
У 1917 році — командир загону Червоної гвардії в Самарі.
У 1920-х роках — на профспілковій роботі; член виконавчого комітету та президії Ради народного господарства Трудової комуни Області німців Поволжя. З 1924 року — член Президії ЦВК АРСР Німців Поволжя і член Президії Центральної ради народного господарства АРСР Німців Поволжя; голова Ради профспілок АРСР Німців Поволжя.
У 1930 році закінчив курси марксизму при Комуністичній академії в Москві.
У 1930—1931 роках — голова контрольної комісії і народний комісар робітничо-селянської інспекції АРСР Німців Поволжя.
У 1932—1933 роках — заступник голови і голова крайової контрольної комісії Нижньо-Волзького краю.
У 1933—1938 роках — на партійній роботі в місті Калузі, секретар партійної комісії ВКП(б) Західної залізниці, секретар партійної колегії Комісії партійного контролю при ЦК ВКП(б) по Білоруській РСР у Мінську.
До липня 1938 року — старший товарознавець «Білшкірпостачзбуту» в Мінську.
14 липня 1938 року заарештований органами НКВС. Засуджений Воєнною колегією Верховного суду СРСР 5 серпня 1939 року до 8 років виправно-трудових таборів. З серпня 1943 року помер у Красноярському виправно-трудовому таборі.
30 жовтня 1956 року посмертно реабілітований Військовим трибуналом Білоруського військового округу. 23 лютого 1957 року поновлений в партії.